# Bitwa pod Milejczycami

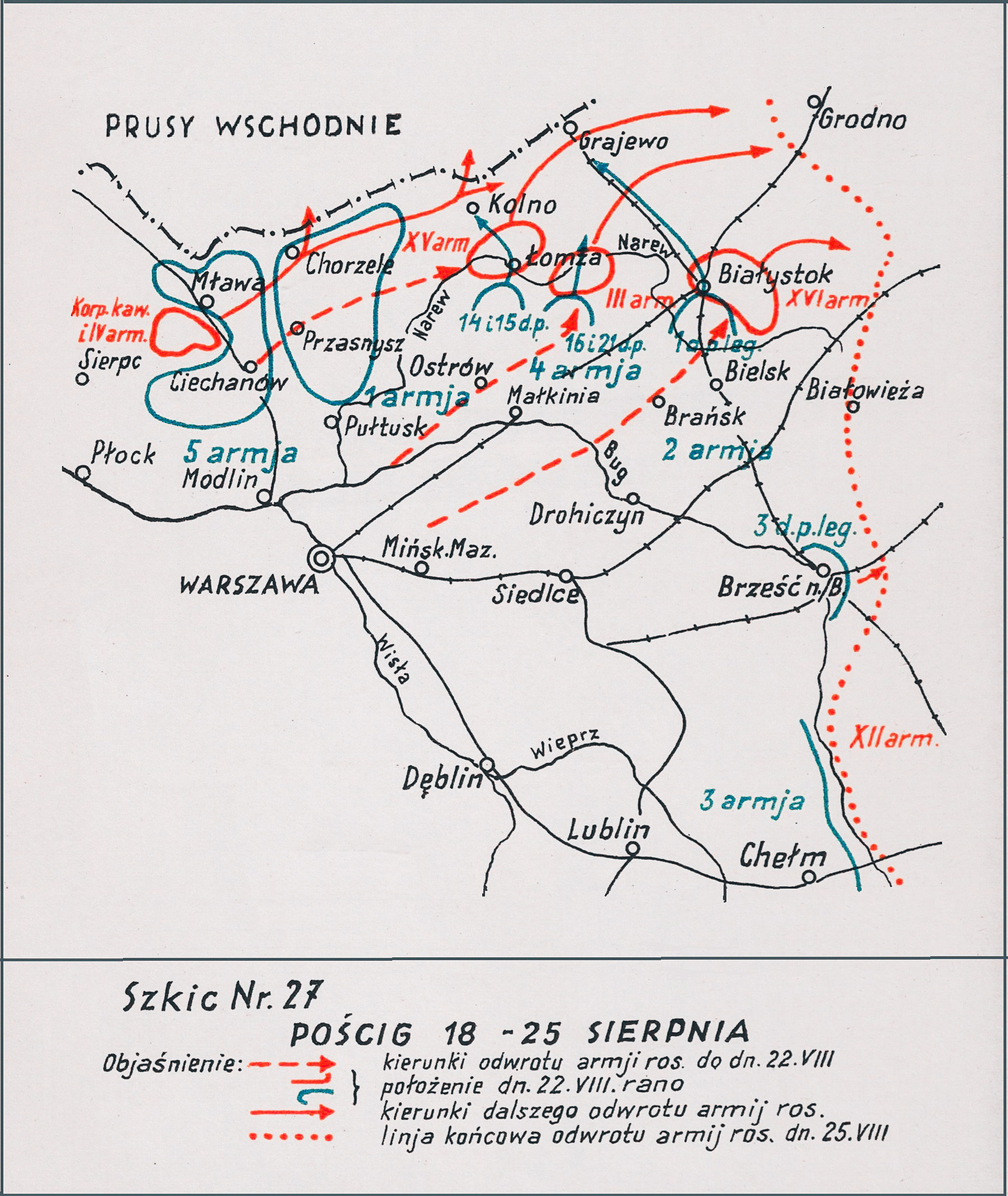
Adam Przybylski
Wojna Polska 1918–1921

Bitwa pod Milejczycami – walki polskiej 4 Brygady Jazdy z oddziałami sowieckiej grupy uderzeniowej artylerii w czasie Bitwy Warszawskiej w okresie wojny polsko-bolszewickiej.

## Geneza
Realizując w drugiej połowie sierpnia 1920 operację warszawską, wojska polskie powstrzymały armie Frontu Zachodniego Michaiła Tuchaczewskiego. 1 Armia gen. Franciszka Latinika zatrzymała sowieckie natarcie na przedmościu warszawskim, 5 Armia gen. Władysława Sikorskiego podjęła działania ofensywne nad Wkrą, a ostateczny cios sowieckim armiom zadał marszałek Józef Piłsudski, wyprowadzając uderzenie znad Wieprza. Zmieniło to radykalnie losy wojny. Od tego momentu Wojsko Polskie było w permanentnej ofensywie. Uchodząca spod Warszawy 16 Armia Nikołaja Sołłohuba miała zorganizować obronę na Bugu pod Drohiczynem i Grannem. Jednakże na szlakach odwrotu większość jednostek tej armii ogarnęła panika i demoralizacja.

## Walczące wojska
| Jednostka              | Dowódca               | Podporządkowanie |
| Wojsko Polskie         |                       |                  |
| 4 Brygada Jazdy        | ppłk Adam Nieniewski  | Północna GJ      |
| ⇒ 16 pułk ułanów       | mjr Ludwik Skrzyński  | 4 BJ             |
| → I/16 pułku ułanów    | rtm. Stefan Czarnecki | 16 p.uł.         |
| – 2/16 pułku ułanów    | por. Konarski         | I/16 p.uł.       |
| – 4/16 pułku ułanów    |                       | I/16 p.uł.       |
| → 1/16 pułku ułanów    |                       | 16 p.uł.         |
| → 3/16 pułku ułanów    |                       | 16 p.uł.         |
| ⇒ 7 pułk ułanów        | mjr Zygmunt Piasecki  | 4 BJ             |
| → 2/7 pułku ułanów     |                       | 7 p.uł.          |
| ⇒ 3 pułk ułanów        | mjr Cyprian Bystram   | 4 BJ             |
| → 4/3 pułku ułanów     |                       | 3 p.uł.          |
| Armia Czerwona         |                       |                  |
| grupa artylerii        | Jakowlew              | 16 Armia         |
| I/17 Dywizji Strzelców |                       | grupa artylerii  |

## Walki pod Milejczycami
Po klęsce nad Wisłą dowództwo sowieckie pospiesznie uzupełniało i reorganizowało ocalałe z pogromu jednostki.
W ramach sowieckiej 16 Armii komarma Nikołaja Sołłohuba utworzona została silna grupa artylerii pod dowództwem Jakowlewa. Liczyła 2876 żołnierzy, posiadała na uzbrojeniu 34 działa i 12 ciężkich karabinów maszynowych. Nie posiadała jednak amunicji artyleryjskiej, co w przypadku walki czyniło z dział bezużyteczny balast. W związku z ogólnym odwrotem wojsk sowieckich, 17 sierpnia 1920 Grupa rozpoczęła odwrót spod Mińska Mazowieckiego w kierunku na Sokołów Podlaski – Drohiczyn do Hajnówki. Po drodze dołączył do niej dywizjon haubic z 17 Dywizji Strzelców liczący 402 żołnierzy, 3 działa, 2 ckm. W nocy z 18 na 19 sierpnia sowieccy artylerzyści starli się w Drohiczynie z ubezpieczeniami czołowymi 1 Dywizji Piechoty Legionów nacierającej na Białystok. W wyniku walk utracono jedno działo.
19 sierpnia w trakcie postoju w Nurcu dowódca Grupy podjął decyzję przebijania się na Hajnówkę. W tym czasie polska 4 Brygada Jazdy zakończyła walki pod Cycowem i otrzymała rozkaz osiągnięcia 20 sierpnia miejscowości Narew. Idący w szpicy przedniej dywizjon 16 pułku ułanów rtm. Stefana Czarneckiego w składzie 2 i 4 szwadron i dwa karabiny maszynowe zajął Milejczyce, a jego patrole zmusiły do odwrotu konny zwiad sowieckiej grupy artylerii. Rotmistrz Czarnecki, poinformowany o nadciąganiu dużych sił nieprzyjaciela, wyprowadził dywizjon z Milejczyc, spieszył szwadrony i podjął próbę zatrzymania marszu przeciwnika. Siły polskich ułanów okazały się jednak zbyt słabe i dywizjon wycofał się w kierunku Dasz.
Interweniował dowódca 16 pułku ułanów mjr Ludwik Kmicic-Skrzyński i wysłał do walki 1 i 3 szwadron. Szwadrony napotkały tyły kolumny grupy artylerii pod Milejczycami. Wykorzystując brak sowieckich ubezpieczeń, ruszyły po obu stronach drogi do szarży. Atak konny wywołał panikę wśród czerwonoarmistów, a ułani wpadli w gąszcz wozów, rąbiąc obsługi armat szablami. Osłaniająca działa sowiecka piechota rozbiegła się w popłochu. Czoło i środek kolumny wycofywały się na Dasze – Kleszczele, a tam Jakowlew uporządkował pododdziały i zorganizował kontratak siłami około 200 żołnierzy w kierunku na Milejczyce. Sowiecki kontratak został odparty ogniem polskiej broni maszynowej, a następnie został odrzucony szarżą ułanów.
Kolejne walki sowieckich artylerzystów z polska jazdą miały miejsce pod Daszami. Ich drogę odwrotu po raz kolejny zagrodził dywizjon rotmistrza Czarneckiego. Czerwonoarmiści uderzyli na polskich ułanów od czoła, a siły główne próbowały od północy ominąć wioskę. Polski dowódca zdecydował odeprzeć atak w sposób zaczepny. Uderzył 2 szwadron i, mimo silnego ognia, ułani rozbili czoło kolumny zmuszając resztę do zjechania z drogi. Część armat ugrzęzła w błocie, a ich obsługi poddały się lub uciekły. Szwadron z jeńcami wrócił do Dasz. Tutaj dywizjon został nieoczekiwanie zaatakowany przez oddział osłony Jakowlewa, który po nieudanej próbie odbicia Milejczyc podążał za główną kolumną. Spóźniona próba szarży dywizjonu została udaremniona ogniem sowieckiej broni maszynowej. Polski dywizjon w nieładzie cofnął się do pobliskiego lasu, tracąc wszystkich jeńców, a sowiecki oddział osłony dołączył do kolumny głównej Jakowlewa.
Maszerując dalej, sowiecka grupa artylerii pod Kleszczelami trafiła na dwa szwadrony 7 pułku ułanów mjr. Zygmunta Piaseckiego. Dowódca 7 p.uł. osobiście poprowadził do natarcia spieszony 2 szwadron. Do walki włączył się zaalarmowany strzelaniną 4 szwadron 3 pułku ułanów i ruszył do szarży na prawe skrzydło broniących się Sowietów. Zdemoralizowana klęskami grupa Jakowlewa, mimo zdecydowanej przewagi nad atakującymi Polakami, złożyła broń, a tylko nieliczne grupki czerwonoarmistów, prowadzone przez komisarzy, próbowały uciekać przez bagna, w większości ginąc od kul lub tonąc w grzęzawiskach.

## Bilans walk
Walki polskiej jazdy z sowiecką grupą uderzeniową artylerii Jakowlewa zakończyły się pełnym sukcesem strony polskiej. Sowiecki oddział przestał istnieć. Zginęło lub zostało rannych kilkuset czerwonoarmistów. Do niewoli dostało się ponad 900 jeńców. Polacy zdobyli 35 dział i 14 ciężkich karabinów maszynowych. Straty polskie to około 20 zabitych i rannych.